# Halten
Halten (toponimo tedesco) è un comune svizzero di 873 abitanti del Canton Soletta, nel distretto di Wasseramt.